# The Star of the Side Show
The Star of the Side Show è un cortometraggio muto del 1912 diretto da Lucius Henderson. L'attrice protagonista, Marie Eline, che veste i panni di una nana, in effetti era un'attrice bambina e, all'epoca, aveva dieci anni.

## Produzione
Il film fu prodotto dalla Thanhouser Film Corporation.

## Distribuzione
Distribuito dalla Motion Picture Distributors and Sales Company, uscì nelle sale cinematografiche USA il 2 aprile 1912.
Esistono copie del film i cui diritti sono di pubblico dominio.